# اولیویا لوکاردی
اولیویا لوکاردی (انگلیسی: Olivia Luccardi؛ زادهٔ ۱۷ مهٔ ۱۹۸۹) بازیگر و تهیه‌کننده اهل ایالات متحده آمریکا است. وی پیش از بازیگری، مدتی کارمند وبستر هال بود.
از فیلم‌ها یا سریال‌های تلویزیونی که وی در آن نقش داشته‌است، می‌توان به دختران، تعقیب می‌کند، بازنویسی، دوس، هیولای پول، نارنجی مد جدید است، خانه پوشالی، والدین مست، مثل یکشنبه، مثل باران، بعد از همه‌چیز و وینا و فانتوم‌ها اشاره کرد.